# Гемерски Јаблоњец
Гемерски Јаблоњец (слч. Gemerský Jablonec) насељено је мјесто са административним статусом сеоске општине (слч. obec) у округу Римавска Собота, у Банскобистричком крају, Словачка Република.

## Становништво
| Година:    | 1994. | 2004.   | 2014.   | 2024.   |
| ---------- | ----- | ------- | ------- | ------- |
| Број људи: | 662   | 686     | 715     | 690     |
| Разлика:   |       | +3,62 % | +4,22 % | -3,49 % |

| Година:    | 2023. | 2024.   |
| ---------- | ----- | ------- |
| Број људи: | 708   | 690     |
| Разлика:   |       | -2,54 % |

Према подацима о броју становника из 2011. године насеље је имало 699 становника.